# (1945) Wesselink
(1945) Wesselink (1930 OL) – planetoida z grupy pasa głównego asteroid okrążająca Słońce w ciągu 4,08 lat w średniej odległości 2,55 j.a. Została odkryta 22 lipca 1930 roku.